# Johannes Lorenz Isenbiehl
Johannes Lorenz Isenbiehl (né le 20 décembre 1744 à Heiligenstadt, mort le 26 décembre 1818 à Oestrich) est un théologien catholique allemand.

## Biographie
Il termine ses études de théologie à Mayence. Isenbiehl est ordonné prêtre en 1769 dans la communauté de Göttingen ; il étudie les langues orientales à l'université locale. Il est nommé en 1773 professeur titulaire à l'université de Mayence, où il enseigne désormais la grammaire et l'exégèse fondées sur l'Ancien Testament et le Nouveau Testament.
Isenbiehl écrit 140 thèses sur l'Évangile selon Matthieu, dont l'impression lui est refusée et à cause de quoi il est suspendu de la chaire de professeur à Mayence par le nouvel évêque Frédéric-Charles Joseph d'Erthal. Immédiatement, il est envoyé dans un séminaire archiépiscopal pour apprendre « l'interprétation orthodoxe » des Écritures.
Pendant ce temps, il travaille officiellement à son troisième livre (Corpus decisionum dogmaticarum Ecclesiae Catholicae) et à une autre interprétation du chapitre 7, verset 14 du livre d'Isaïe : « C’est pourquoi le Seigneur lui-même vous donnera un signe : Voici que la Vierge a conçu, et elle enfante un fils, et on lui donne le nom d’Emmanuel. » Il rejette l'interprétation catholique de ce verset et s'oppose ainsi aux autorités catholiques. Isenbiehl fait paraître l'opuscule, puisqu'il est toujours un professeur reconnu à Mayence, dans un nouvel essai intitulé Nouvelle tentative sur la prophétie d'Emmanuel, qui paraît le 27 octobre 1777 à Coblence.
Le 13 décembre 1777, Isenbiehl est suspendu et placé en détention à la prison du vicariat de Mayence. Le 9 mars 1778, le livre est interdit par prince-évêque de Mayence et Isenbiehl est transféré dans l'abbaye d'Eberbach. En raison de son interprétation, il a maintenant une majorité des autorités contre lui. Une tentative d'évasion ratée du monastère le ramène à la prison du vicariat de Mayence. Après plusieurs critiques sévères, un bref pontifical le qualifie d'hérétique et proscrit sa lecture en punissant de l'excommunication. Isenbiehl prend note de ce jugement suprême, signe le 25 décembre 1779 un examen de conscience et est libéré.
En 1780, Isenbiehl est chanoine de l'église Saint-Jean-Baptiste d'Amöneburg (de) et ne l'est plus à cause de la laïcisation en 1803, il est vicaire de Saint-Alban en 1788.
Autour d'Isenbiehl, une guerre de pamphlets éclate en 1779 et 1780, au cours de laquelle la thèse d'Isenbiehl est soutenue par des partisans des Lumières. Il s'agit de notamment Charles-Théodore de Dalberg partisan d'Isenbiehl face à l'opposant jésuite Hermann Goldhagen (de).